# Álex Cabrera
Alexander Alberto Cabrera (Caripito, 24 de diciembre de 1971) es un ex beisbolista venezolano. Se desempeñó en la posición de primera base y como bateador designado. Jugó en 2000 para los Diamondbacks de Arizona en las Grandes Ligas de Béisbol (MLB) y durante 12 temporadas en la Liga Japonesa de Béisbol Profesional (NPB). También jugó varias temporadas en la Liga Mexicana y la Liga Venezolana de Béisbol Profesional (LVBP). Su apodo «el Samurái», es proveniente de su destacada campaña como beisbolista en Japón.

## Carrera en el Béisbol fuera de Venezuela
Aunque no es muy conocido en las Grandes Ligas, donde tuvo un paso efímero por Arizona Diamondbacks, en dicho equipo conectó un jonrón en su primer turno al bate. En el año 2001, New York Yankees le ofrecieron un contrato para jugar, pero Álex lo rechazó pues al parecer no iba a tener muchas oportunidades en jugar en la primera base de los Yankees ya que habían contratado a Jason Giambi para ser inicialista. En Japón jugó con Leones del Seibú (2001-2007), Orix (2008-2010) y Fukuoka SoftBank Hawks (2011) donde fue una estrella indiscutible era conocido como "El Samurái".

## Temporada del supuesto retiro y el Jugador Más Valioso en Venezuela
En la temporada de 2013 decide retirarse sin embargo fue su hijo (uno de ellos) quien lo convenció de que permaneciera en el béisbol. En esa misma temporada en la Liga Venezolana de Béisbol Profesional 2013/14 el Samurái, jugando para los Tiburones de la Guaira implantó una nueva marca de cuadrangulares y se convirtió en el primer triple coronado de la liga; todo en una misma campaña. No podía ser de otra forma. El nativo de Caripito fue proclamado esa temporada, por unanimidad, el Jugador más Valioso de la temporada 2013-2014 y acreedor del Premio Victor Davalillo, distinciones que entregan NDG y LineUp Internactional con el aval de la Liga Venezolana de Béisbol Profesional. Los 45 comunicadores que formaron el cónclave esta compaña coincidieron en que El Samurai debía cargar con los máximos honores luego de un mes de noviembre también para la historia, donde impuso igualmente una nueva cifra de batazos de circuito completo para un mes. El cuadrangular número 21 de la temporada, fue el batazo que lo convertía en el nuevo rey de los jonrones en la LVBP.
Cabrera, durante ese mes despachó 17 vuelacercas cosa que lo encaminó con firmeza hacia un nuevo registro en la LVBP. El 22 de diciembre, ante Daryl Thompson de Caribes de Anzoátegui, despachó el cuadrangular número 21 de la temporada, batazo que lo convertía en el nuevo rey de los jonrones en la LVBP, dejando a tras el registro de 20 vuelacercas de Baudilio Díaz, récord que tuvo vigencia durante 33 años. Pero además, sus 21 cuadrangulares, sus 59 remolcadas y su astronómico average de .391 – líder en esos departamentos – también lo agregaron al libro de récords de la liga al convertirse en el primer pelotero que logra la triple corona de bateo de la LVBP. Álex Cabrera sumó todos los 225 puntos posibles para la obtención del premio, y fue escoltado por el jugador de Caribes de Anzoátegui Cory Aldridge, quien obtuvo 25 votos al segundo lugar y 8 al tercero para 83 puntos. El tercero fue Jesús Aguilar (39) de Leones del Caracas.

## Récord de Home Run
En la temporada 2013-2014, Álex Cabrera batió el récord de Baudilio Díaz y También Robert Pérez del 20 y 26 de diciembre de 1995 en el Estadio Antonio Herrera Gutiérrez contra las Águilas del Zulia, al alcanzar su jonrón 21. A dos días de cumplir 42 años, con cuenta de una bola y dos strikes, conectó su cuadrangular 21 de la campaña con un lanzamiento alto de Daryl Thompson. Fue con un grand slam que Cabrera impuso un récord en la LVBP, dejando atrás la marca de jonrones de Díaz que tuvo vigencia durante 33 años.
Palabras de Cabrera después de romper el récord “Le debo todo a ‘Ramoncito’, que ese día me dijo que su ídolo era yo. Que no me retirara, que sería algo frustrante para él. Todo lo hice por mi hijo. Dios me está demostrando que no me podía retirar”.

## Dopaje en México
En 2014 fue expulsado de por vida de la Liga Mexicana de Béisbol (LMB) por dar positivo en pruebas de dopaje. Así lo dio a conocer la liga en un boletín: "El resultado de la prueba B arrojó nuevamente positivo, con lo cual se confirma la presencia de una sustancia anabolizante (stanozolol) en la muestra de orina de Alexander Cabrera, por lo que no podrá jugar con ningún equipo de la LMB".

## Gana el caso de dopaje y limpia su nombre
Álex Cabrera, quien está en el último año de contrato garantizado con los Tiburones de La Guaira en la Liga Venezolana de Béisbol Profesional, ganó una larga batalla que lo sacó del béisbol mexicano hace un año. "El Samurai", quien había sido suspendido por consumo de sustancias prohibidas, apeló el procedimiento y una corte del país azteca falló a su favor, según un documento emitido el pasado 28 de septiembre por la Comisión de Apelación Antidopaje del Deporte (CAAD).
"Ha sido procedente el presente recurso de apelación en donde la parte apelante, Alexander Alberto Cabrera acreditó lo fundado, operante y atendible de sus agravios... La Liga Mexicana de Béisbol no acreditó los motivos y justificaciones expresados a manera de defensa y excepciones respecto del acto impugnado", reza parte del documento.
"En consecuencia, se declara la ilegalidad de la suspensión de por vida en contra de Alexander Alberto Cabrera para jugar en cualquier equipo que pertenezca a la Liga Mexicana de Béisbol, porque la liga no aplicó las formalidades esenciales del procedimiento...", indica otro fragmento de la sentencia.
La normativa además indica que el toletero venezolano puede restituir, plenamente, los derechos y obligaciones que ejercía.

## 3.ª vez Jugador más valioso y el rey del home run en Venezuela
Álex Cabrera, pelotero de los Tiburones de La Guaira, se adjudicó el premio Víctor Davalillo al Jugador Más Valioso de la temporada 2015/2016, gracias a las votaciones otorgada por los periodistas. La campaña de Cabrera resultó determinante para su equipo y la clasificación que lograron de manera tempranera. Además, le permitió seguir dejando su huella en la historia de la LVP al superar a Eliézer Alfonzo y convertirse en el pelotero con más cuadrangulares en la historia del béisbol en Venezuela, con 135 vuelacercas. Cabrera terminó la ronda regular con promedio de .335, quedando primero en la categoría de jonrones con 11, siendo uno de los mejores en carreras impulsadas con 39, producto de sus 58 imparables y con un OBP de .433.